# Felix Lindner (Hacker)
Felix „FX“ Lindner (* 27. Januar 1977 in Berlin) ist ein deutscher Hacker und Experte für Computersicherheit. Bekannt wurde er vor allem durch zahlreiche Beiträge auf Hackerkonferenzen.

## Leben
Nachdem er mit 6 Jahren an der Universität Sofia zum ersten Mal mit Computern in Kontakt gekommen war, programmierte er bereits mit 10 auf seinem Robotron Z9001 in BASIC. Kurz nach dem Fall der Berliner Mauer kam er im Computerclub der Pionierorganisation Ernst Thälmann zum ersten Mal in Kontakt mit Hackern.
Spätestens im Jahr 2000 gründete er die Hackergruppe Phenoelit und präsentierte seine Forschung regelmäßig auf Hackerkonferenzen, wie dem Chaos Communication Congress, der DEFCON, Black Hat, CanSecWest, PacSec, MEITSEC und anderen. Von 2003 bis 2011 veranstaltete er jährlich die Hackerparty pH-Neutral.
Nachdem er bereits für einige IT-Dienstleister tätig gewesen war, gründete er im Jahr 2006 das IT-Sicherheitsunternehmen Recurity Labs GmbH.
Im Jahr 2017 erhielt der damals schwer erkrankte Lindner den Pwnie Award für sein Lebenswerk.